# Ak'ordat
Ak'ordat (tigrinska: Ak’ordat, ኣቆርዳት, ኣቁርደት) är en ort i Eritrea.   Den ligger i regionen Gash-Barkaregionen, i den nordvästra delen av landet, 110 km väster om huvudstaden Asmara. Ak'ordat ligger 612 meter över havet och antalet invånare är 8 857.
Terrängen runt Ak'ordat är platt åt nordväst, men åt sydost är den kuperad. Runt Ak'ordat är det glesbefolkat, med 13 invånare per kvadratkilometer. Det finns inga andra samhällen i närheten. Omgivningarna runt Ak'ordat är i huvudsak ett öppet busklandskap.